# Loki Patera
La Loki Patera è il maggior vulcano presente sulla superficie di Io, il più interno dei satelliti medicei di Giove.
Il cratere di Loki, che supera i 200 km, è caratterizzato dalla presenza di un lago di lava basaltica la cui superficie ciclicamente si indurisce in una crosta che successivamente affonda, a causa della maggior densità, e viene ricoperta da nuova lava che riprende il ciclo.
La patera è stata battezzata dall'Unione Astronomica Internazionale con riferimento a Loki, divinità norrena della grande astuzia, ingegnoso inventore di tecniche e diabolico ingannatore.
Esso è visibile dalla Terra grazie al suo intenso calore solo attraverso sofisticati telescopi.